# Grand voilier en fer
Un grand voilier en fer est un type de voilier de transport de charge (cargo), construit entre le milieu du XIXe siècle au début du XXe siècle.

## Histoire
Dans la seconde moitié du XIXe siècle la construction navale, profitant des avancées technologiques, s'est mis à la construction en fer. Cette construction, basée sur le rivetage de plaques sur des membrures en fer ployé, a permis d'augmenter considérablement la longueur des navires tout en maîtrisant les délais de construction et leur volume utile. Les mâtures, très divisées, étaient simplifiées autant que faire se pouvait, en ayant plusieurs mâts identiques afin de limiter le nombre de marins nécessaires à la manœuvre.
« (...) malgré tous les aménagements techniques consentis (standardisation du gréement, renoncement aux bonnettes, treuil Jarvis pour brasser les vergues, treuil vapeur pour hisser les vergues des voiles « volantes », etc.), les gains de productivité venaient buter sur la limitation physique imposée par la non mécanisation des opérations de base. »
— Jean-Louis Lenhof
La France, alors très en retard sur ses partenaires quant à sa marine de commerce (9e rang mondial en 1870), entreprit une politique de promotion du transport à la voile en offrant des primes à la construction puis à l'armement de grands voiliers en fer dont la construction devint ponctuellement très intéressante. De grandes sociétés d'armement françaises (comme la maison André & Dominique Bordes, à Nantes) ont lancé en moins de trente ans plus de 230 voiliers à prime qui s'étaient spécialisés dans le port de charbon et de céréales des États-Unis et de nitrates du Chili. Aux États-Unis d'Amérique, ils reçurent le nom de down easters car fabriqués dans le sud-est du pays.
La Première Guerre mondiale, les lois sociales imposant trois bordées au lieu de deux, la fiabilisation et l'augmentation de l'autonomie des bateaux à moteur (vapeur puis Diesel) et leur facilité d'approvisionnement dans les ports ont sonné le glas de ces beaux voiliers, souvent cap-horniers. Le dernier construit, en 1926, a été le Padua. L'un des deux derniers en service, le Pamir a fait naufrage en 1957 avec un chargement d'orge d'Argentine, l'autre, le Passat a été désarmé quelques semaines plus tard.  Leur rôle s'est borné, après le milieu du XXe siècle, à celui de navires-écoles pour la formation des marins, tant militaires que de commerce.